# Hamílton Hênio Ferreira Calheiros
Hamílton Hênio Ferreira Calheiros (26 de junio de 1980), más conocido como Hamílton, es un futbolista naturalizado togolés. Juega de volante y su actual equipo es el Clube Náutico Capibaribe

## Selección nacional
Ha sido internacional con la Selección de fútbol de Togo el 11 de octubre de 2003, en un partido correspondiente a la primera fase de la clasificación de CAF para la Copa Mundial de Fútbol de 2006 contra Guinea Ecuatorial en el Estadio La Libertad de la ciudad de Bata. Hamílton jugó los 90 minutos de aquel partido y su selección cayó derrotada 1-0. .

El 28 de julio de 2009 se confirmó que Hamílton, tras casi seis años de ausencia, retornará con Togo para un partido amistoso contra Angola, programado para el 12 de agosto. . Pero no pudo acudir porque, días atrás, había tenido un problema de disciplina producido durante un partido del Brasileirão entre su club (Sport Recife) contra el Palmeiras.
Hamilton iba a estar presente para la Clasificación de CAF para la Copa Mundial de Fútbol de 2010 contra Marruecos, el 6 de septiembre de 2009. . Sin embargo, él no ha sido liberado por el Sport Recife debido al hecho que la federación togolesa no le envió al club brasileño una notificación correspondiente.
La selección togolesa volvió a convocar a Hamilton para la Clasificación de CAF para la Copa Mundial de Fútbol de 2010 contra Camerún, el 10 de octubre de 2009. . Pero no acudió, porque quería quedarse en Recife para ayudar a su entonces equipo Sport a permanecer en la Série A, algo que no ocurriría semanas después.
Es uno de los firmes candidatos a integrar la plantilla togolesa que dispute la Copa Africana de Naciones de 2010, en Angola.

## Clubes
| Club                     | País    | Año       |
| ------------------------ | ------- | --------- |
| Estanciano (inferiores)  | Brasil  | 2000      |
| Sergipe (inferiores)     | Brasil  | 2001      |
| Sergipe                  | Brasil  | 2002–2005 |
| Mogi Mirim               | Brasil  | 2005      |
| Sport Recife             | Brasil  | 2006      |
| Ankaraspor               | Turquía | 2006–2008 |
| →Náutico (préstamo)      | Brasil  | 2008      |
| →Sport Recife (préstamo) | Brasil  | 2009      |
| →Náutico (préstamo)      | Brasil  | 2010      |
| →Sport Recife            | Brasil  | 2011-     |